# Calabar
Pour les articles homonymes, voir Calabar (homonymie).
Calabar, jadis Akwa Akpa, est la capitale et principale ville de l'État de Cross River, au sud est du Nigeria. La population de cette ville du Nigeria est estimée à 467 000 habitants en 2015.

## Histoire
La ville, qui existe depuis plus de 2 000 ans, est découverte par les navigateurs européens dès le XVe siècle. Par son port ont transité environ 30 % des 2 500 000 esclaves déportés d'Afrique en Amérique entre le XVIIe siècle et XIXe siècle.
À la fin du XIXe siècle, Calabar est le siège du gouvernement du protectorat britannique des côtes du Niger.

## Communauté
Calabar a une riche culture du tourisme et de l'hospitalité.

## Transport
Calabar possède un aéroport (code AITA : CBQ).
Calabar est à l'extrémité de l’autoroute A4.

## Archevêché
- Archidiocèse de Calabar
- Cathédrale du Sacré-Cœur de Calabar
- Liste des évêques et archevêques de Calabar

## Enseignement
- Université de Calabar

## Personnalités liées à la commune
- Mary Slessor (1848-1915), missionnaire écossaise.
- Wuraola Esan, (1909-1985) enseignante, féministe et femme politique nigériane.
- Okwui Enwezor (1963-2019), critique d'art contemporain et commissaire d'exposition.
- Terem Moffi (1999- ), Footballeur professionnel.